# عثارب (السياني)

تعديل مصدري - تعديل

عثارب هي إحدى قرى عزلة الدامغ بمديرية السياني التابعة لمحافظة إب، بلغ تعداد سكانها 677 نسمة حسب تعداد اليمن لعام 2004.